# Yeniay, Sürmene
Yeniay là một thị trấn thuộc huyện Sürmene, tỉnh Trabzon, Thổ Nhĩ Kỳ. Dân số thời điểm năm 2011 là 1.65 người.